# Vini vidivici
Il lorichetto conquistato (Vini vidivici (Steadman & Zarriello, 1987)) era un uccello della famiglia degli Psittaculidi, vissuto nelle Isole Cook, Isole della Società e Isole Marchesi. Estintosi probabilmente fra il VIII e il XIV secolo, la sua nomenclatura binomiale è un gioco di parole sull'espressione latina "veni, vidi, vici".

## Morfologia
Specie di grandi dimensioni, il lorichetto conquistato rappresentava probabilmente quella più imponente del genere Vini. 

## Biologia
Come altre specie di Vini, molto probabilmente si nutriva di frutta secca, nettare e polline. 

## Distribuzione e habitat
Si è ipotizzato che il suo areale si estendesse alle Isole Cook, Isole della Società e Isole Marchesi. 
I suoi nemici principali erano probabilmente i ratti, che ne depredavano i nidi, e l'uomo, che ne distruggeva l'habitat.